# Boneca Eva
A Boneca Eva ou simplesmente Eva foi uma notória atração do hoje extinto parque de diversões brasileiros Playcenter, que se constituía numa imensa "boneca" que reproduzia o interior do corpo humano. A construção contava om 45 metros de comprimento, contendo uma porta perto dos pés por onde as pessoas entravam direto para um corredor escuro para conhecer o ossos, músculos e órgãos, quando chegavam então ao bebê que ela carregava na barriga, já prestes a nascer. Eva era propriedade de Carlos Souza, um empresário do ramo do entretenimento que chegou a viajar com a boneca pelo Brasil por quase uma década.

## História
Na fase em foi uma atração no Playcenter, a boneca Eva foi chamada de Alice Center Park, era uma atração interativa inaugurada em 23 de novembro de 1984. Localizada em uma área de aproximadamente 15 mil metros quadrados, consistia em uma estrutura gigante feita de acrílico, fibra de vidro e espuma, representando o corpo humano em detalhes anatômicos. Em seu interior, todos os órgãos estavam reproduzidos e simulavam movimentos, além de apresentar a boneca grávida. Os visitantes percorriam seu interior enquanto uma voz feminina narrava explicações sobre o funcionamento do corpo humano. A atração permaneceu ativa até meados de 1989. Originalmente, ela permitia que visitantes entrassem por uma porta próxima aos pés e percorressem um corredor escuro para conhecer ossos, músculos e órgãos, com destaque para um bebê em gestação em seu útero. Durante a década de 1980, Eva percorreu diversas cidades do Brasil, incluindo Rio de Janeiro, São Paulo, Porto Alegre e Recife, tornando-se uma atração educativa e popular. Após um período de abandono, foi adquirida pelo empresário Rodolfo Acri, que a restaurou e a instalou no teleférico de Nova Friburgo, onde está aberta à visitação desde 2014.